# Yoann Maestri

a Compétitions nationales et continentales officielles uniquement.

b Matchs officiels uniquement.
Dernière mise à jour le 29 novembre 2024.
Yoann Maestri, né le 14 janvier 1988 à Hyères (Var), est un joueur international français de rugby à XV jouant au poste de deuxième ligne. 
Il a joué quatre saisons au Stade français, après avoir joué neuf saisons au Stade toulousain. De 2012 à 2018, il est un élément important du XV de France en deuxième ligne, ne manquant que peu de matches internationaux.
Avec le Stade toulousain, il remporte la Coupe d'Europe en 2010 ainsi que deux fois le championnat de France en 2011 et 2012.

## Biographie

### En club

#### Début au RC Toulon (2000-2009)
Yoann Maestri fait ses débuts avec le RC Carqueiranne-Hyères. Puis, il intègre le pôle espoir à Marcoussis lors de la saison 2006-2007. Il commence sa carrière professionnelle avec le RC Toulon.

#### Éclosion au Stade toulousain (2009-2018)

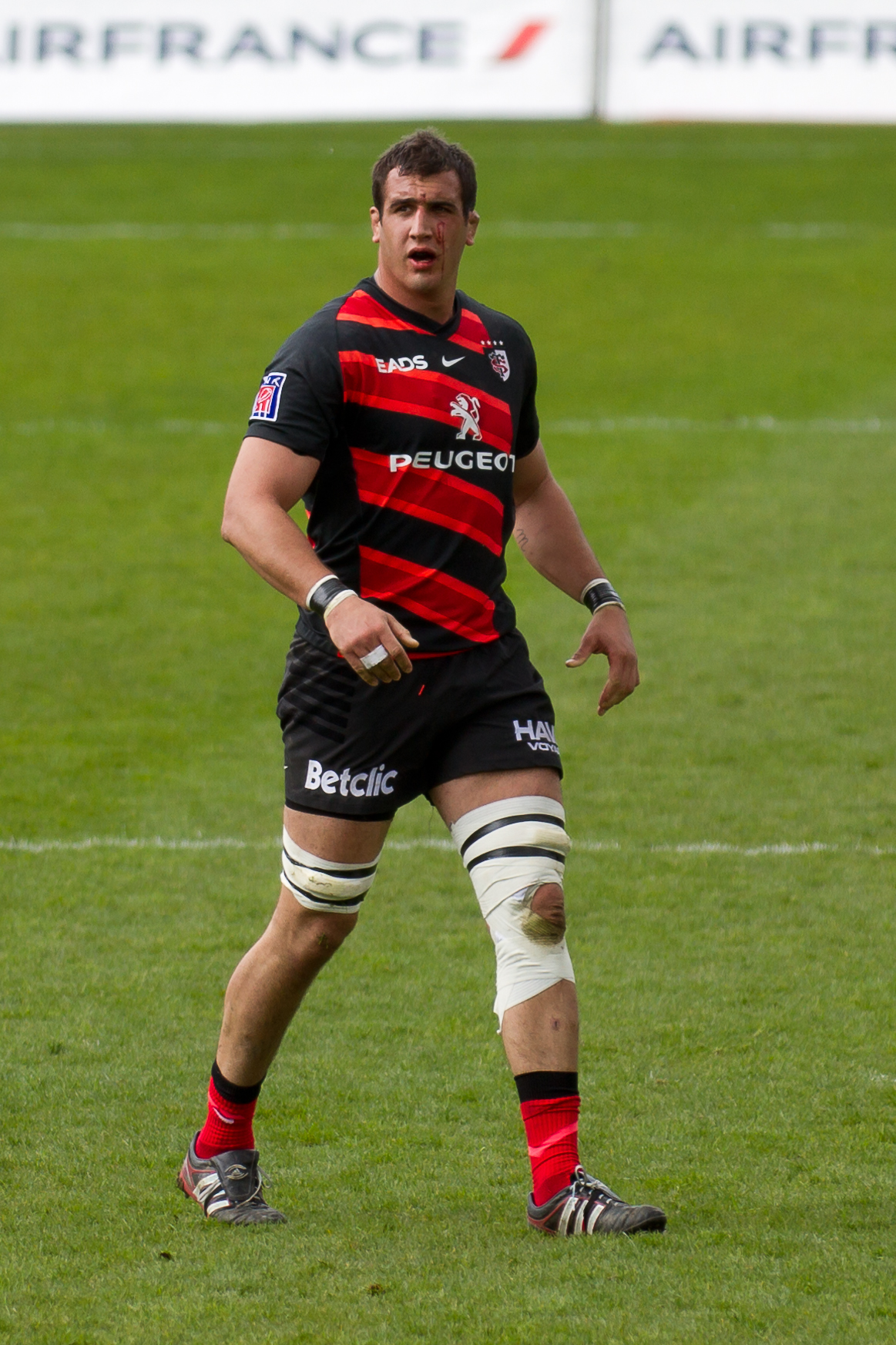
Yoann Maestri, en 2012, avec le Stade toulousain.

En 2009, il rejoint le Stade toulousain. Le 22 mai 2010, il devient champion d'Europe pour la première fois en gagnant la Coupe d'Europe au Stade de France. En novembre 2010, il est invité avec les Barbarians français pour jouer un match contre les Tonga au Stade des Alpes à Grenoble. Ce match est aussi le jubilé de Jean-Baptiste Elissalde. Les Baa-Baas s'inclinent 27 à 28.
Le 4 juin 2011, il obtient son 1er titre de champion de France avec le Stade toulousain.
Yoann Maestri s'est une nouvelle fois montré exemplaire durant la saison 2014-2015. La régularité de ses performances l'a logiquement amené à prendre part à de nombreuses rencontres du XV de France où il s'y affirme, comme à Toulouse, comme un cadre de l'équipe.

#### Départ au Stade français (2018-2022)
En novembre 2017, Yoann Maestri s'engage avec le Stade rochelais pour rejoindre le club en 2018. Mais, après le départ du manageur rochelais Patrice Collazo en fin de saison, il change d'avis et signe finalement pour quatre saisons avec le Stade français Paris rugby. Il est capitaine de l'équipe de 2018 à 2020. Il met un terme à sa carrière en Europe à l'issue de la saison 2021-2022.

#### Pige au japon (2022)
En août 2022, Maestri annonce avoir signé aux Toyota Industries Shuttles, en 2e division japonaise. Il y joue une dizaine de matchs avant de mettre un terme à sa carrière sportive.

### En équipe nationale
Pour le Tournoi des Six Nations 2011, il est appelé régulièrement à s'entraîner avec l'équipe de France. Il ne fait cependant pas d'apparition sur les feuilles de matchs et n'est pas convoqué pour la Coupe du Monde.
En janvier 2012, il intègre le groupe de 23 joueurs appelés à jouer le premier match du Tournoi des Six Nations 2012 contre l'Italie, remplaçant Lionel Nallet à la 51e minute. Lors de cette édition, il est ensuite titulaire lors des matchs contre l'Écosse, l'Irlande et l'Angleterre. Sélectionné pour la tournée d'été en Argentine, il est titulaire lors des deux matchs face aux Pumas. Pris pour la tournée d'automne, il est privé du premier match contre les Wallabies en raison d'un lumbago à 48 heures de la rencontre. Il est titulaire pour les deux suivantes contre l'Argentine et les Samoa.
Lors de l'édition suivante du tournoi, il est titulaire lors des cinq rencontres. Il est également présent dans l'équipe de France qui se rend en tournée en Nouvelle-Zélande, disputant les trois tests, trois défaites, face aux All Blacks, puis lors des tests de novembre, nouvelle défaite face aux All Blacks, victoire face aux Tonga  et défaite face aux Springboks. Lors de ses trois rencontres, il est associé à  Pascal Papé, avec lequel il constitue la deuxième ligne du XV de France lors du Tournoi 2014 où il est de nouveau titulaire lors des cinq rencontres. Présent en Australie, il dispute les trois tests face aux Wallabies, puis aux trois tests de novembre, deux victoires face aux Fidji et l'Australie, puis défaite face aux Pumas. 

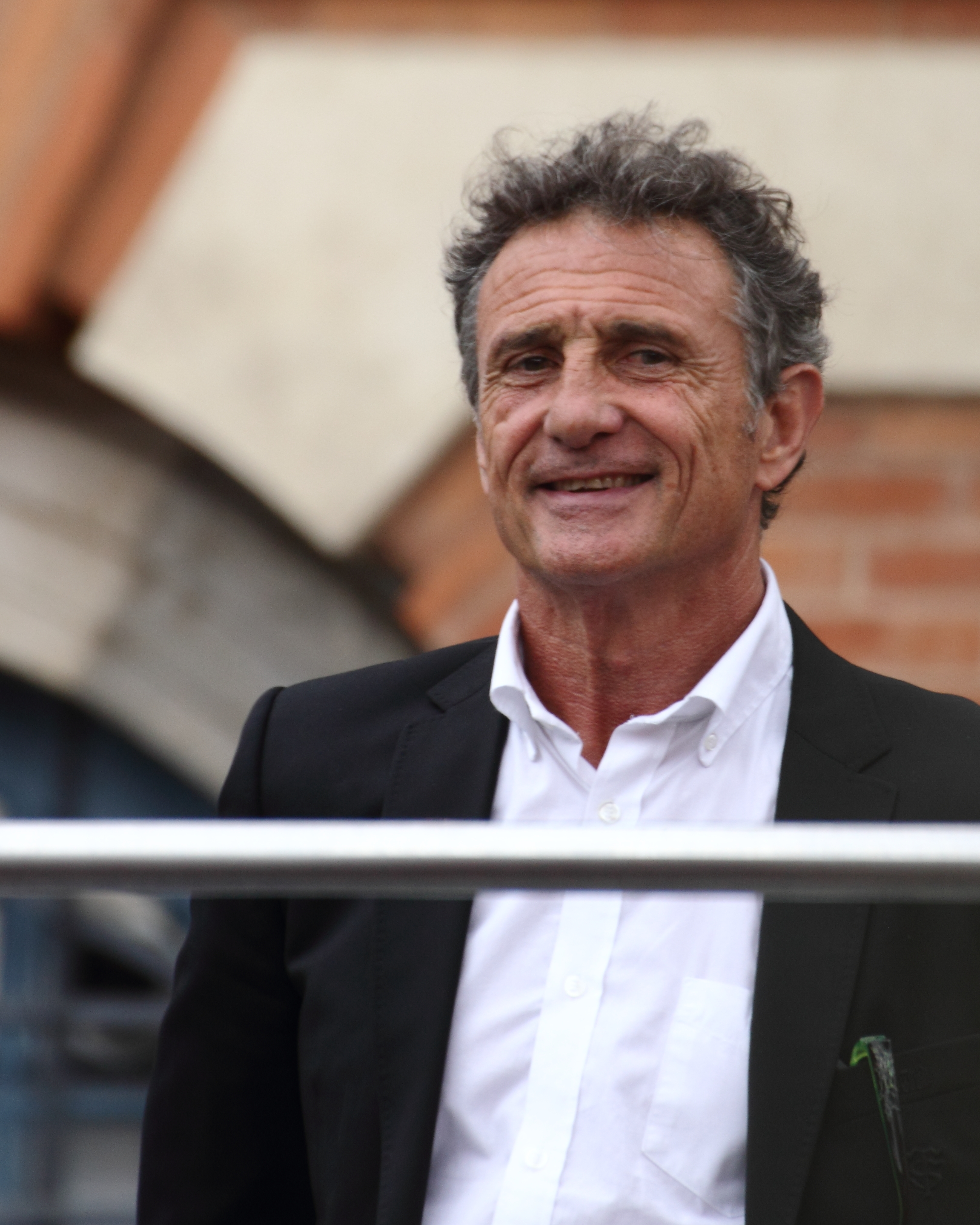
Guy Novès, ici en 2012, fut son entraîneur de 2009 à 2015 au Stade toulousain, avant de le sélectionner régulièrement avec le XV de France en 2016 et 2017.

Homme de base du XV de France lors du Tournoi 2015, où il est de nouveau titulaire lors des cinq rencontres, il marque son premier essai en équipe de France le 15 mars, contre l'Italie. Le 19 mai, Philippe Saint-André l'appelle dans sa liste des 36 sélectionnés en vue du mondial 2015. Il fait partie de la sélection finale des 31 joueurs.
Guy Novès, qui succède à Philippe Saint-André, en fait un cadre de son équipe. Lors du second match de la tournée de juin 2016 de l'équipe de France en Argentine, son nouveau sélectionneur, il le nomme même pour la première fois capitaine du XV de France, la France s'imposant 27 à 0 face aux Pumas.
En juillet 2016, il fait partie de la liste « Élite » du XV de France,. 
Après le match France - Galles du Tournoi des Six Nations 2017, qui se termine par une prolongation de 20 minutes à cinq mètres de la ligne d'essai galloise sans que l'arbitre sanctionne les fautes répétées des Gallois par un essai de pénalité, Yoann Maestri critique fortement l'arbitrage de Wayne Barnes. Il est condamné à 15 000 euros d'amende par la commission de discipline du tournoi

### Carrière artistique
Dès 2016, Yoann Maestri ouvre la Galerie M, une galerie d'art située à Toulouse, alors qu'il est joueur professionnel dans cette ville. Il en est à la fois le propriétaire et le gérant; et coorganise lui même des expositions. Ensuite joueur à Paris, il en profite pour se rapprocher de plusieurs galeries d'art contemporain et des milieux artistiques de la ville. Il est proche du styliste Simon Porte Jacquemus, avec lequel il collabore pour la dernière édition du calendrier, Les Dieux du stade, en 2020. Avec celui-ci et son frère, Marco Maestri, il fonde une agence de communication digitale et de direction artistique. Une fois sa carrière de rugbyman terminée, il se spécialise alors dans la création de storyboards et de films promotionnels pour des évènements artistiques. En 2023, il publie un livre de photos prises lors de son séjour rugbystique au Japon, un an plus tôt.

## Statistiques

### En club
| Saison                      | Saison                      | Championnat   | Championnat | Championnat | Coupes d'Europe                        | Coupes d'Europe                        | Coupes d'Europe                        | Total année | Total année |
| Saison                      | Saison                      | Compétition   | M           | Ess.        | Compétition                            | M                                      | Ess.                                   | M           | Ess.        |
| --------------------------- | --------------------------- | ------------- | ----------- | ----------- | -------------------------------------- | -------------------------------------- | -------------------------------------- | ----------- | ----------- |
| 2007-2008                   | RC Toulon                   | Pro D2        | 19          | -           | Pas de qualification en Coupe d'Europe | Pas de qualification en Coupe d'Europe | Pas de qualification en Coupe d'Europe | 19          | 0           |
| 2008-2009                   | RC Toulon                   | Top 14        | 21          | -           | Challenge européen                     | 4                                      | -                                      | 25          | 0           |
| Sous-total RC Toulon        | Sous-total RC Toulon        | Pro D2/Top 14 | 40          | 0           | Coupes d'Europe                        | 4                                      | 0                                      | 44          | 0           |
| 2009-2010                   | Stade toulousain            | Top 14        | 22          | 2           | Coupe d'Europe                         | 4                                      | -                                      | 26          | 2           |
| 2010-2011                   | Stade toulousain            | Top 14        | 23          | -           | Coupe d'Europe                         | 8                                      | -                                      | 31          | 0           |
| 2011-2012                   | Stade toulousain            | Top 14        | 23          | -           | Coupe d'Europe                         | 7                                      | 1                                      | 30          | 1           |
| 2012-2013                   | Stade toulousain            | Top 14        | 21          | 1           | Coupe d'Europe                         | 6                                      | -                                      | 27          | 1           |
| 2013-2014                   | Stade toulousain            | Top 14        | 19          | -           | Coupe d'Europe                         | 6                                      | -                                      | 25          | 0           |
| 2014-2015                   | Stade toulousain            | Top 14        | 17          | -           | Coupe d'Europe                         | 6                                      | 1                                      | 23          | 1           |
| 2015-2016                   | Stade toulousain            | Top 14        | 12          | -           | Coupe d'Europe                         | 4                                      | -                                      | 16          | 0           |
| 2016-2017                   | Stade toulousain            | Top 14        | 8           | -           | Coupe d'Europe                         | 4                                      | -                                      | 12          | 0           |
| 2017-2018                   | Stade toulousain            | Top 14        | 20          | 2           | Challenge européen                     | 1                                      | -                                      | 22          | 1           |
| Sous-total Stade toulousain | Sous-total Stade toulousain | Top 14        | 165         | 5           | Coupes d'Europe                        | 48                                     | 2                                      | 213         | 7           |
| 2018-2019                   | Stade français              | Top 14        | 16          | -           | Challenge européen                     | 2                                      | -                                      | 18          | 0           |
| 2019-2020                   | Stade français              | Top 14        | 16          | -           | Challenge européen                     | 2                                      | -                                      | 18          | 0           |
| 2020-2021                   | Stade français              | Top 14        | 20          | 1           | Challenge européen                     | -                                      | -                                      | 20          | 1           |
| 2021-2022                   | Stade français              | Top 14        | 10          | -           | Coupe d'Europe                         | 1                                      | -                                      | 10          | 0           |
| Total Stade français        | Total Stade français        | Top 14        | 62          | 1           | Coupes d'Europe                        | 5                                      | 0                                      | 67          | 1           |
| Total                       | Total                       | Pro D2        | 19          | 0           | Coupe d'Europe                         | 48                                     | 2                                      | 324         | 8           |
| Total                       | Total                       | Top 14        | 248         | 6           | Challenge européen                     | 9                                      | 0                                      | 324         | 8           |

### En équipe nationale
Au cours de sa carrière internationale, Yoann Maestri cumule 66 sélections, dont 62 titularisations, avec l'équipe de France, inscrivant un essai (cinq points). Il obtient sa première cape le 4 février 2012 au Stade de France face à la Squadra azzurra et sa dernière le 24 novembre 2018 contre les Fidji.
Yoann Maestri compte une sélection en tant que capitaine.
Avant ses sélections avec l'équipe de France, Yoann Maestri porte le maillot bleu avec d'autres sélections. Il joue ainsi avec l'équipe de France des moins de 18 ans, puis celle des moins de 19, avec laquelle il dispute six matchs en 2005-2006, cinq dans le cadre du championnat du monde junior à Dubaï (Afrique du Sud, Irlande, Argentine, Australie, Angleterre), et une autre face aux Anglais où il est capitaine. L'année suivante, toujours avec cette sélection, il participe au championnat du monde à Belfast, obtenant cinq sélections (Écosse, Afrique du Sud, Australie, Samoa, Angleterre), jouant également une autre rencontre lors de cette saison, face au Pays de Galles où il est capitaine. Avec les moins de 20 ans, il dispute le championnat du monde 2008, disputant cinq matchs (Japon, Italie, Galles, Argentine, Australie), et tenant le rôle de  capitaine lors des trois derniers matchs. Il participe également au tournoi des Six Nations, disputant trois rencontres (Irlande, Angleterre, Galles), étant capitaine contre l'Irlande et l'Angleterre. Il dispute également des rencontres avec l'équipe de France A, en 2009 lors de la Coupe d'Europe des nations où il est titulaire lors des deux derniers matchs, et en juin 2010, lors de la Churchill Cup, où il est capitaine, disputant trois matchs.
Il obtient également une sélection avec les Barbarians français en novembre 2010, contre les Tonga, à l'occasion des 30 ans des Barbarians.
| Numéro | Date         | Lieu                          | Adversaire | Compétition | Résultat | Score |
| ------ | ------------ | ----------------------------- | ---------- | ----------- | -------- | ----- |
| 1      | 15 mars 2015 | Stade olympique de Rome, Rome | Italie     | Six Nations | Victoire | 0-29  |

## Palmarès

### En club
- RC Toulon
  - Vainqueur de la Pro D2 en 2008

- Stade toulousain
  - Vainqueur du Championnat de France en 2011 et 2012
  - Vainqueur de la Coupe d'Europe en 2010

### En sélection nationale

#### Tournoi des Six Nations
Il participe à six éditions du Tournoi des Six Nations en 2012, 2013,  2014, 2015, 2016 et 2017, pour un total de 30 matchs, 27 titularisations et un essai marqué, le 15 mars 2015, contre l'Italie,.
| Édition          | Rang | Résultats France | Résultats Maestri | Matchs Maestri |
| ---------------- | ---- | ---------------- | ----------------- | -------------- |
| Six Nations 2012 | 4    | 2 v, 1 n, 2 d    | 2 v, 1 n, 2 d     | 5/5            |
| Six Nations 2013 | 6    | 1 v, 1 n, 3 d    | 1 v, 1 n, 3 d     | 5/5            |
| Six Nations 2014 | 4    | 3 v, 0 n, 2 d    | 3 v, 0 n, 2 d     | 5/5            |
| Six Nations 2015 | 4    | 2 v, 0 n, 3 d    | 2 v, 0 n, 3 d     | 5/5            |
| Six Nations 2016 | 5    | 2 v, 0 n, 3 d    | 2 v, 0 n, 3 d     | 5/5            |
| Six Nations 2017 | 3    | 3 v, 0 n, 2 d    | 3 v, 0 n, 2 d     | 5/5            |

Légende : v = victoire ; n = match nul ; d = défaite ; la ligne est en gras quand il y a Grand Chelem.

#### Coupe du monde
Il participe à une édition de la coupe du monde, en 2015, où il est titulaire face à l'Italie et le Canada, l'Irlande et la Nouvelle-Zélande.
| Édition         | Rang               | Résultats France | Résultats Maestri | Matchs Maestri |
| --------------- | ------------------ | ---------------- | ----------------- | -------------- |
| Angleterre 2015 | Quart de finaliste | 3 v, 0, 2 d      | 2 v, 0, 2 d       | 4/5            |

Légende : v = victoire ; n = match nul ; d = défaite.